# 维尔纳·基姆
维尔纳·基姆（德語：Werner Kiem，1962年11月30日—），意大利男子冬季两项运动员。他曾代表意大利参加1988年冬季奥林匹克运动会冬季两项比赛，获得男子4×7.5公里接力铜牌。